# Easyhoon
Lee Ji-hoon (hangul: 이지훈) (23 de noviembre de 1996, Corea del Sur), es un exjugador profesional del videojuego League of Legends. Es más conocido por su tag de juego "Easyhoon". Actualmente es el assistant coach del equipo profesional chino de League of Legends Weibo Gaming.
Anteriormente, jugó para MVP Blue y SK Telecom, consagrándose con este último campeón mundial, en octubre de 2015. Luego de ganar el campeonato, se incorporó a la plantilla china de Vici Gaming. Un aspecto a destacar es que, durante toda la temporada 2015, en el equipo SK Telecom T1, Ji-hoon era el suplente de posiblemente el mejor jugador de LoL del mundo, Faker. Los dos carrileros centrales se alternaban en el juego, ya que sus estilos de juegos eran diferentes.
Posteriormente a su paso por vici gaming terminó retirándose del juego para pasar a ser assistant coach primero en suning y actualmente en la organización de weibo gaming.
 Easyhoon fue el suplente elegido para ir con SK Telecom al mundial de 2015, jugando 4 partidas de las que no perdió ninguna, y se consagró como campeón del mundo, junto con el equipo surcoreano.  